# Dendroaspis
Genre
Dendroaspis est un genre de serpents de la famille des Elapidae. En français, les espèces de ce genre sont appelées Mamba.

## Espèces
On distingue des espèces dites vertes (Dendroaspis jamesoni, Dendroaspis angusticeps, Dendroaspis viridis) et une espèce dite noire (Dendroaspis polylepis). Leur agilité et la toxicité de leur venin, composé de dendrotoxines (neurotoxines présynaptiques), leur ont valu une réputation de tueurs, en partie amplifiée par le comportement territorial du mamba noir qui défend son territoire face à un agresseur. 
Celui-ci peut atteindre une vitesse de 23 km/h, il est considéré comme le serpent terrestre le plus rapide parmi les espèces recensées.

## Comportement
Les mambas ont des mœurs presque exclusivement arboricoles.
Cet animal diurne apprécie les zones boisées ou rocheuses pour le mamba noir, les forêts ainsi que les savanes arborées pour le mamba vert. 
Chasseur, il apprécie les oiseaux et les rongeurs, qu'il tue d'une seule morsure, laissant le temps à la neurotoxine de son venin de paralyser sa victime.

## Venin
Le premier symptôme d'une morsure est une douleur locale dans la zone de la morsure, cependant moins douloureuse que celle des serpents disposant d'un venin chargé d'hémotoxines ou de myotoxines. Puis la victime sent des fourmillements aux extrémités, cligne des yeux, sa vision se rétrécit, elle se met à transpirer et à saliver de manière excessive, puis perd le contrôle de ses muscles (d'abord la bouche et la langue). Si la victime ne reçoit pas de soins appropriés (sérum antivenimeux + traitement symptomatique), le blocage de l'influx nerveux provoque une paralysie progressive de tous les muscles squelettiques (comprenant, entre autres, le diaphragme assurant la respiration), ne laissant fonctionner que les muscles lisses ainsi que le cœur, qui ont un fonctionnement autonome.
L'absence d'hémotoxines et d'enzymes protéolytiques, aussi appelées myotoxines, réduisent considérablement les habituels effets antagonistes du tableau clinique auquel est confronté le personnel médical chargé de soigner une victime d'envenimation. Le traitement symptomatique sera donc plus simple et réduit quant aux problèmes de coagulation, et la guérison se fera sans séquelles graves, pourvu qu'une oxygénation suffisante ait été mise en place.
Bien qu'avec un traitement par immunothérapie (ou sérum anti-venimeux) il soit possible de guérir en quelques heures une morsure de mamba, la paralysie causée par le venin n'est pas permanente et il est en théorie possible de traiter une morsure de mamba par ventilation artificielle et perfusion glucosée. À ce titre, il ne devrait pas être envisagé d'arrêter l'assistance respiratoire à une victime de morsure de mamba, même après une longue période, les toxines de Dendroaspis polylepis pouvant mettre plus d'un mois à disparaître du sang de la victime.
Selon J-P. Chippaux « L'atropine s'est révélée expérimentalement très efficace contre le venin de mamba (Lee et al., 1982). »

## Répartition
Les espèces de ce genre se rencontrent en Afrique subsaharienne.

## Liste des espèces
Selon The Reptile Database (26 mai 2020) :
- Dendroaspis angusticeps (Smith, 1849) − Mamba vert de l'Est
- Dendroaspis jamesoni (Traill, 1843) − Mamba de Jameson
- Dendroaspis polylepis (Günther, 1864) − Mamba noir
- Dendroaspis viridis (Hallowell, 1844) − Mamba vert de l'Ouest

## Publication originale
- Schlegel, 1848 : Over Elaps Jamesonii Traill. Kort Verslag der Werkzaamheden verrigt door de leden van de commissie voor Bijdragen tot de Dierkunde, in het Lokaal van het Zoologisch Genootschap onder de zinspreuk: Natura Artis Magistra, te Amsterdam, p. 5.